# L'honestà negli amori
L'honestà negli amori est un dramma per musica en 3 actes du compositeur italien Alessandro Scarlatti. Écrit en 1679-1680 alors que Scarlatti a 19 ans, c'est son deuxième opéra. Il utilise le livret italien écrit par D F Bernin ou de Domenico Filippo Contini. La pièce est créée au Teatro di Palazzo Bernin à Rome, le 3 février 1680. L'opéra est repris dès 1682 à Acquaviva delle Fonti, au Palais De Mari avec Acquaviva laureata une serenata composée par Giovanni Cesare Netti.
L'aria de l'opéra, « Già il sole dal Gange », enregistrée notamment par Luciano Pavarotti, Cecilia Bartoli, José Carreras, a atteint une certaine popularité.

## Enregistrements
- « Già il sole dal Gange » [aria de l’acte I] — dans Se tu m'ami : arie antiche - Cecilia Bartoli ; György Fischer, piano (1992, Decca) (OCLC 1026032191)
- « Già il sole dal Gange », etc. — dans Nel mio cuore : chants italiens des XVIIe et XVIIIe siècles - Ramon Vargas, ténor (15-21 janvier 2002, RCA Victor Red Seal) (OCLC 51962149)
- « Già il sole dal Gange » — dans Quella Fiamma : arie antiche - Ensemble Orfeo 55, Nathalie Stutzmann, contralto et direction (août 2016, Erato) (OCLC 1038582686)